# Zdzisław Beksiński

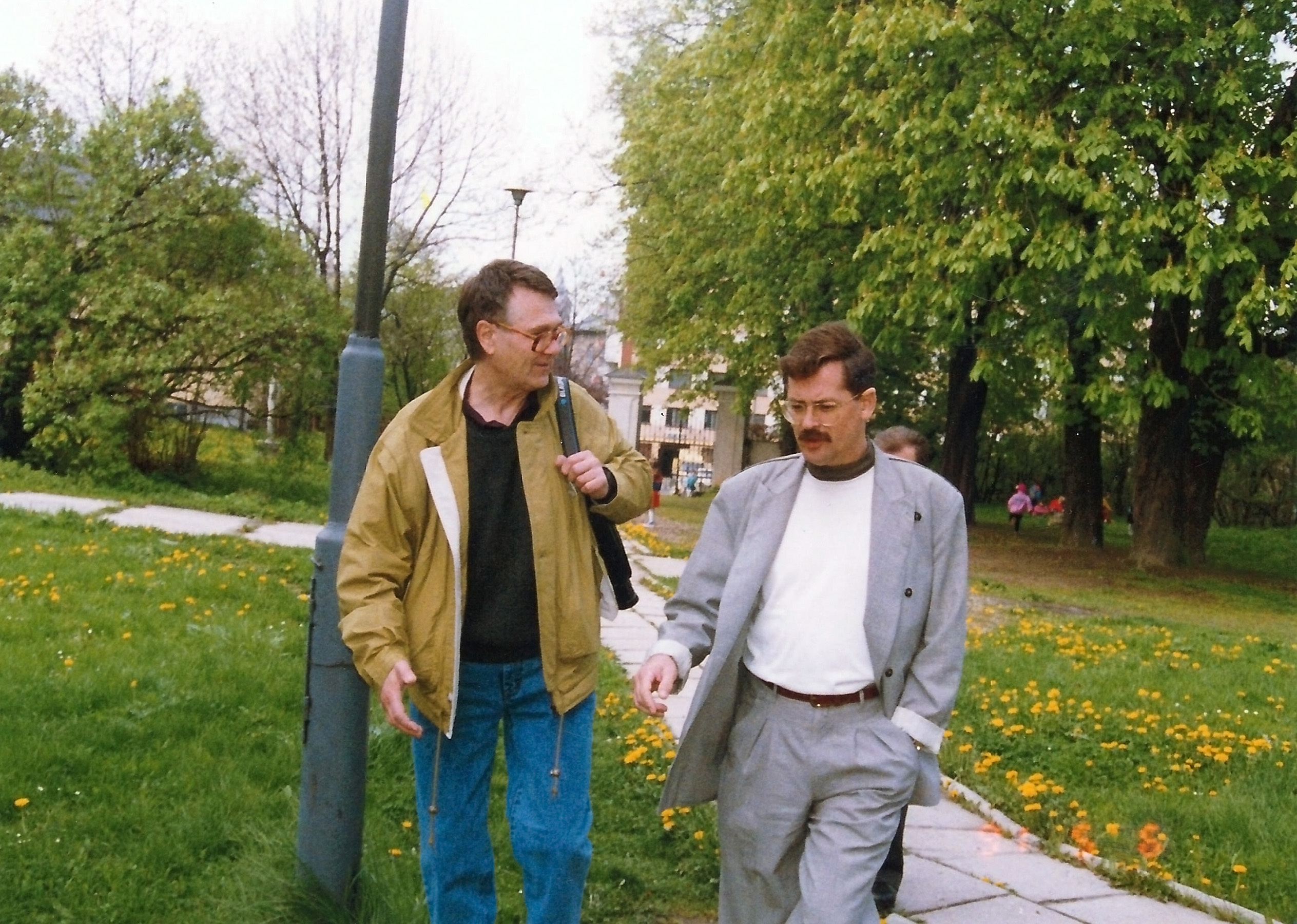
Zdzisław Beksiński, Piotr Dmochowski (1991)

Zdzisław Beksiński (Sanok, 24 febbraio 1929 – Varsavia, 21 febbraio 2005) è stato un pittore, fotografo e scultore polacco.

## Biografia
Zdzisław Beksiński nacque il 24 febbraio 1929 a Sanok, piccolo centro situato nel sud-est della Polonia nei pressi della catena dei Carpazi, da una famiglia di imprenditori. Studiò dapprima economia e in seguito si diplomò in un liceo clandestino durante l'occupazione tedesca della Polonia. 
Dopo la liberazione della Polonia, si iscrisse nel 1947, secondo i voleri del padre, presso la facoltà di architettura a Cracovia.
Nel 1951 sposò Zofia Stankiewicz, si laureò e divenne supervisore nei cantieri edili a Sanok, lavoro verso il quale provò una profonda avversione. 
Nel 1958 nacque il suo unico figlio, Tomasz.
Nel 1998 sua moglie muore.
Il giorno della vigilia di Natale del 1999 suo figlio Tomasz Beksiński, noto presentatore radiofonico e giornalista musicale, si toglie la vita.
Beksiński viene assassinato il 21 febbraio 2005, tre giorni prima del suo settantaseiesimo compleanno, accoltellato diciannove volte dal figlio del suo maggiordomo poiché rifiutò di prestargli dei soldi.

## Opere
Fin dalle sue prime foto emergono i tratti che in seguito diventeranno caratteristici delle sue tele. Fotografava uomini e donne col volto bendato, visi deturpati o cancellati con le tecniche del fotomontaggio, ampi paesaggi desolati o bambole mutilate. Praticò anche la scultura, prediligendo l'utilizzo di plastica e metallo e trapassando blocchi di pietra con del cavo d'acciaio.

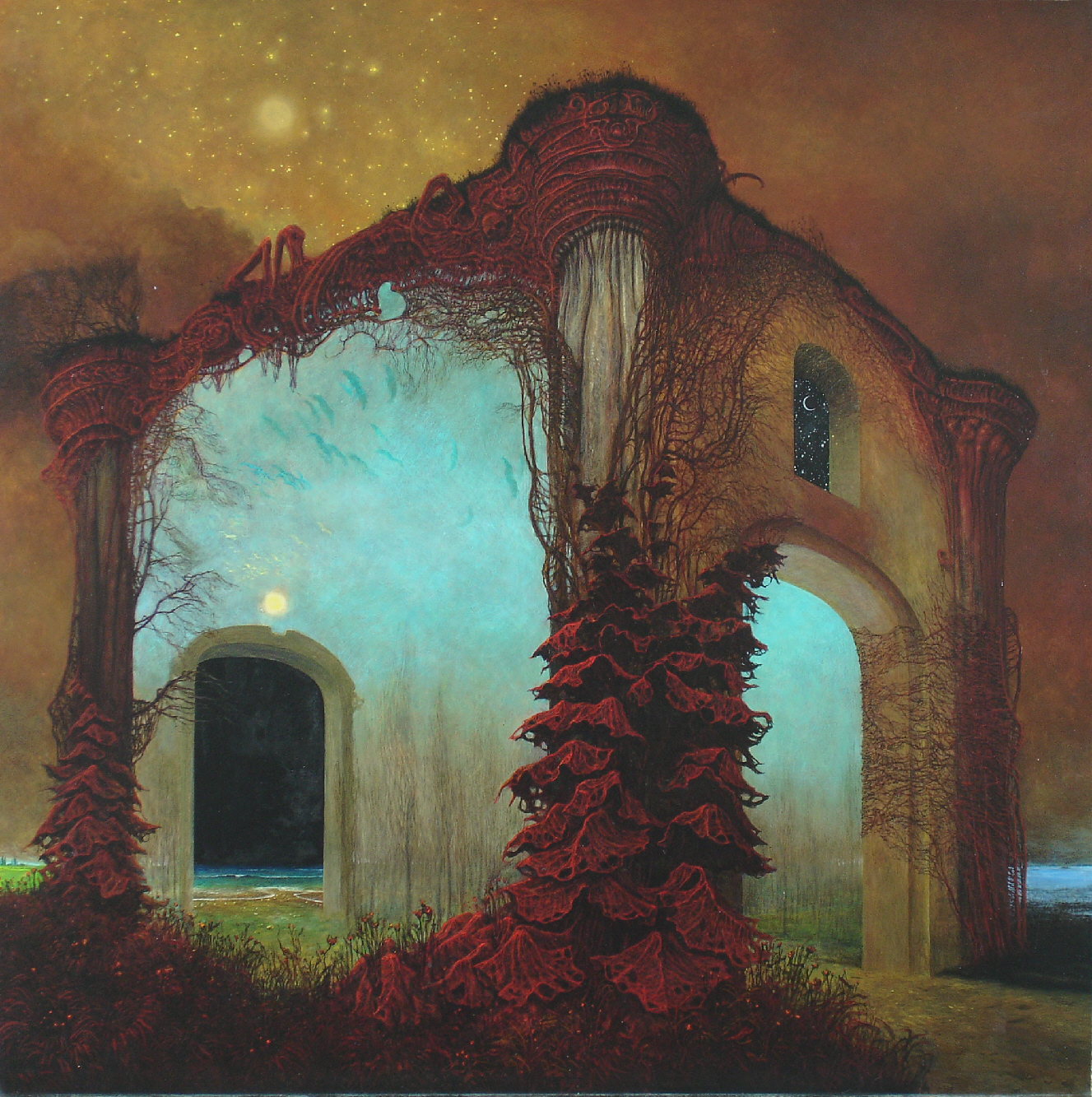
Opera del 1978, intitolata AA78, olio su tavola, 87 × 87 cm., Museo storico di Sanok.

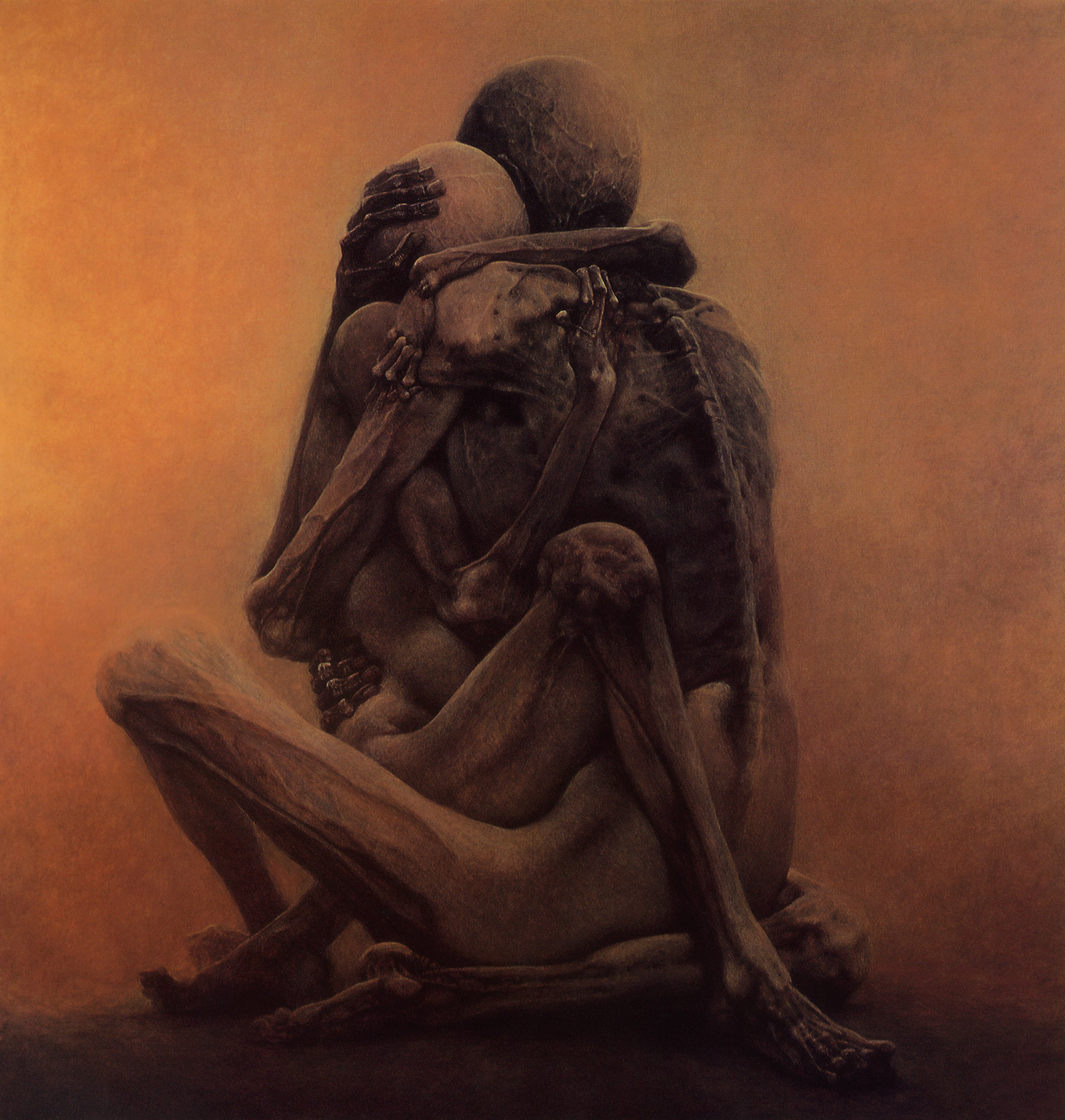
Opera senza titolo del 1984, olio e acrilico su tavola, 98,5×101 cm.

Iniziò a occuparsi di arte dal 1958 come fotografo, rivelandosi un artista innovatore; nello stesso anno si tenne la sua prima mostra a Poznań. Essendo un membro dell'Unione Artisti e Fotografi Polacchi, negli anni successivi prese parte a numerose mostre, sia in Polonia sia all'estero. Questo suo primo periodo (1958-1965) viene dal lui stesso definito periodo barocco.
Nel corso degli anni sessanta abbandonò la scultura e la fotografia e iniziò a dipingere qualche opera minore.  
Nel 1971 cominciò quello che lui stesso definirà il suo periodo gotico, nel quale si dedicò alla pittura ad olio su masonite. Tra le opere più famose e apprezzate del suo periodo gotico spicca quella dell'auto, dipinto acquistato da un privato e di cui non è facile reperire una riproduzione. 
La sua prima grande mostra risale al 1972 presso la galleria d'arte contemporanea di Varsavia; nel contempo si evidenziò il suo carattere molto schivo, che lo portò a isolarsi dall'ambiente artistico.
Nel 1975 una giuria di critici d'arte nazionali lo definì il miglior artista dei primi trent'anni della Repubblica Popolare Polacca.
Negli ultimi anni di vita (1998-2005), il periodo più cupo a causa della morte della moglie e del suo unico figlio, si dedicò alla grafica digitale. Rimasto solo e caduto in depressione, si chiuse in casa, mentre le sue opere furono sempre più apprezzate in tutto il mondo, in particolare in Polonia, Svezia, Stati Uniti e Giappone, paese in cui conquista il primato di unico artista contemporaneo polacco inserito tra le prestigiose collezioni dell'Osaka Art Museum.